# István Bethlen

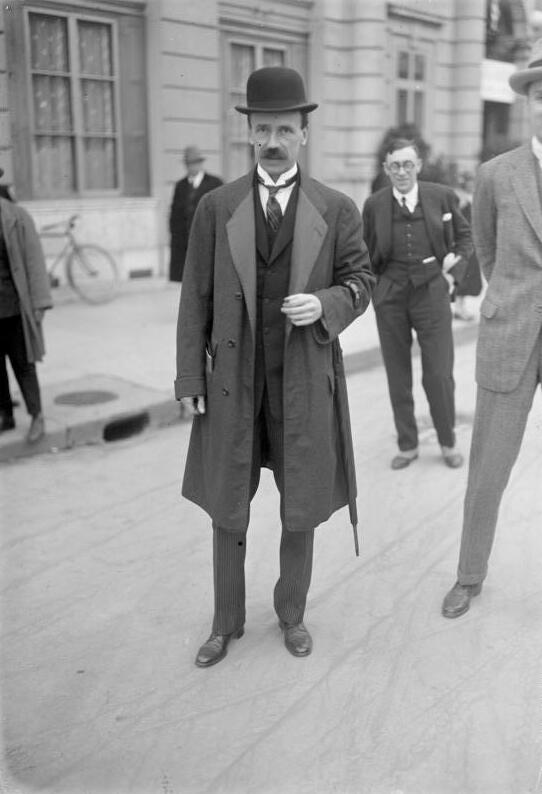
István Bethlen

István Bethlen (ur. 8 października 1874 w Gornești, zm. 5 października 1946 w Moskwie) – węgierski polityk, poseł do Sejmu Krajowego w latach 1901–1918, członek Izby Reprezentantów Zgromadzenia Narodowego w latach 1920–1939, premier Węgier w latach 1921–1931; arystokrata, hrabia.

## Pochodzenie i początki kariery politycznej
Bethlen urodził się w 1874 roku we wsi Gorneşti (ówczesne Austro-Węgry, obecnie Rumunia), w rodzinie transylwańskich arystokratów. Wykształcenie zdobywał w Wiedniu i Budapeszcie.
W 1901 roku został wybrany do węgierskiego parlamentu z ramienia liberałów. Po zakończeniu I wojny światowej uczestniczył w delegacji reprezentującej nowe władze Węgier podczas konferencji pokojowej w Paryżu w 1919 roku. W tym czasie w kraju powstała Węgierska Republika Rad pod przywództwem Béli Kuna. Po jej upadku Bethlen dołączył do antykomunistycznego rządu tymczasowego tworzonego w Segedynie, wspieranego m.in. przez Miklósa Horthyego.
W 1920 roku Horthy został wybrany regentem Królestwa Węgier. Po nieudanej próbie restauracji monarchii Habsburgów w marcu 1921, Bethlen objął urząd premiera.

## Premierostwo (1921–1931)
Jako premier Bethlen zdołał zjednoczyć interesy dwóch kluczowych grup społecznych: żydowskich elit gospodarczych z Budapesztu oraz konserwatywnego ziemiaństwa z prowincji. Dzięki temu uzyskał wsparcie związków zawodowych, co ograniczyło napięcia społeczne i umocniło jego pozycję.
W polityce zagranicznej doprowadził do przystąpienia Węgier do Ligi Narodów w 1922 roku i zacieśnił relacje z faszystowskimi Włochami pod rządami Benita Mussoliniego. Nie podjął jednak skutecznych działań na rzecz złagodzenia postanowień traktatu w Trianon, który narzucił Węgrom surowe warunki po I wojnie światowej (analogicznie jak Traktat wersalski dla Niemiec i Saint-Germain dla Austrii).
Wielki kryzys doprowadził do radykalizacji sceny politycznej. W 1931 roku Bethlen został zdymisjonowany, a jego następcą został Gyula Károlyi. Niedługo później urząd premiera objął Gyula Gömbös, znany ze swoich antysemickich poglądów.

## Lata późniejsze
Bethlen był jednym z nielicznych węgierskich polityków, którzy sprzeciwiali się sojuszowi z III Rzeszą. W miarę jak Niemcy zaczęły ponosić porażki w II wojnie światowej, bezskutecznie próbował nawiązać porozumienie z aliantami.
W kwietniu 1945 roku, po zdobyciu Budapesztu przez wojska radzieckie, został aresztowany i zesłany do ZSRR. Zmarł 5 października 1946 roku w więzieniu w Moskwie.